# 세군다 디비시온 B
세군다 디비시온 B는 (스페인어: Segunda División B)는 스페인 축구 리그 시스템의 3부 리그였으며 RFEF가 주관했었다.
2021-22 시즌을 앞두고 RFEF의 스페인 리그 개편에 따라 프리메라 페데라시온이라는 3부 리그가 신설되었고, 또한 기존의 세군다 디비시온 B는 세군다 페데라시온이라는 신설된 4부 리그로 대체되었다.

## 같이 보기
- 스페인 축구 리그 시스템